# Cornillon, Gard
För andra betydelser, se Cornillon, Gard (olika betydelser).
Cornillon är en kommun i departementet Gard i regionen Occitanien i södra Frankrike. Kommunen ligger i kantonen Pont-Saint-Esprit som tillhör arrondissementet Nîmes. År 2022 hade Cornillon 908 invånare.

## Befolkningsutveckling
Antalet invånare i kommunen Cornillon
Referens:INSEE